# Андо Сёэки
Андо Сёэки (яп. 安藤 昌益 Андо: Сё:эки, 1703 — 4 октября или 29 ноября 1762) — японский философ XVIII века.
Он отвергал многие тезисы буддийской и конфуцианской философии, преобладающих в период Эдо в Японии. Он также выступал против феодализма в политической системе.
Тексты его работ сохранились в рукописях, их изучение началось только в 1899 году. Большая часть рукописей сгорела во время пожара в библиотеке Императорского университета Токио в 1923 году. Широкую известность в Японии Андо получил лишь после Второй мировой войны, когда его стали считать предвестником эгалитаризма, социализма и феминизма.